# Weberbauera peruviana
Weberbauera peruviana är en korsblommig växtart som först beskrevs av Dc., och fick sitt nu gällande namn av Al-shehbaz. Weberbauera peruviana ingår i släktet Weberbauera och familjen korsblommiga växter. Inga underarter finns listade i Catalogue of Life.